# 1957 في إيران
فيما يلي قوائم الأحداث التي وقعت خلال عام 1957 في إيران.

## سياسة

### تعيين في المنصب
- 3 أبريل – منوتشهر إقبال رئيس وزراء إيران.

## مواليد

### يناير
- 1 يناير – أبو المنتصر البلوشي، عالم دين سني إيراني.
- 1 يناير – محسن أمين زاده، سياسي إيراني.
- 10 يناير – إسحاق جهانغيري، سياسي إيراني.

### فبراير
- 15 فبراير – شهريار مندني بور كاتب إيراني.

### مارس
- 2 مارس – حسين دهقان سياسي إيراني.
- 11 مارس – قاسم سليماني قائد فيلق القدس الإيراني.
- 21 مارس – حميد شيت شيان سياسي إيراني.
- 22 مارس – حسين فركي لاعب كرة قدم إيراني.
- 26 مارس – شيرين نشاط

### أبريل
- 30 أبريل – آتيلا بسياني ممثل إيراني.

### مايو
- 29 مايو – محسن مخملباف

### يونيو
- 16 يونيو – حميد أبو طالبي دبلوماسي إيراني.

### سبتمبر
- 6 سبتمبر – علي ديواندري
- 7 سبتمبر – ناصر محمدخاني لاعب كرة قدم إيراني.
- 11 سبتمبر – إبراهيم قاسمبور لاعب كرة قدم إيراني.
- 29 سبتمبر – حيدر مصلحي سياسي إيراني.

### نوفمبر
- 11 نوفمبر – محمد علي جعفري عسكري إيراني.

### ديسمبر
- 31 ديسمبر – بهروز سلطاني لاعب كرة قدم إيراني.
- 31 ديسمبر – حميد درخشان لاعب كرة قدم إيراني.

## وفيات

### مارس
- 16 مارس – أبو القاسم لاهوتي (مواليد 1887)

### أغسطس
- 26 أغسطس – جمال الدين الكلبايكاني (مواليد 1878)

### ديسمبر
- 19 ديسمبر – أبو الحسن صبا (مواليد 1902) موسيقي إيراني.